# Hess Tower
La Hess Tower es un rascacielos de 149 m y 29 plantas que se ubica en el centro Houston, Texas, Estados Unidos. Tiene 81 096 m², y su construcción finalizó en mayo de 2010.
La torre fue diseñado por Marshall Strabala, un arquitecto estadounidense, del grupo Genlser.

## Enlaces externos

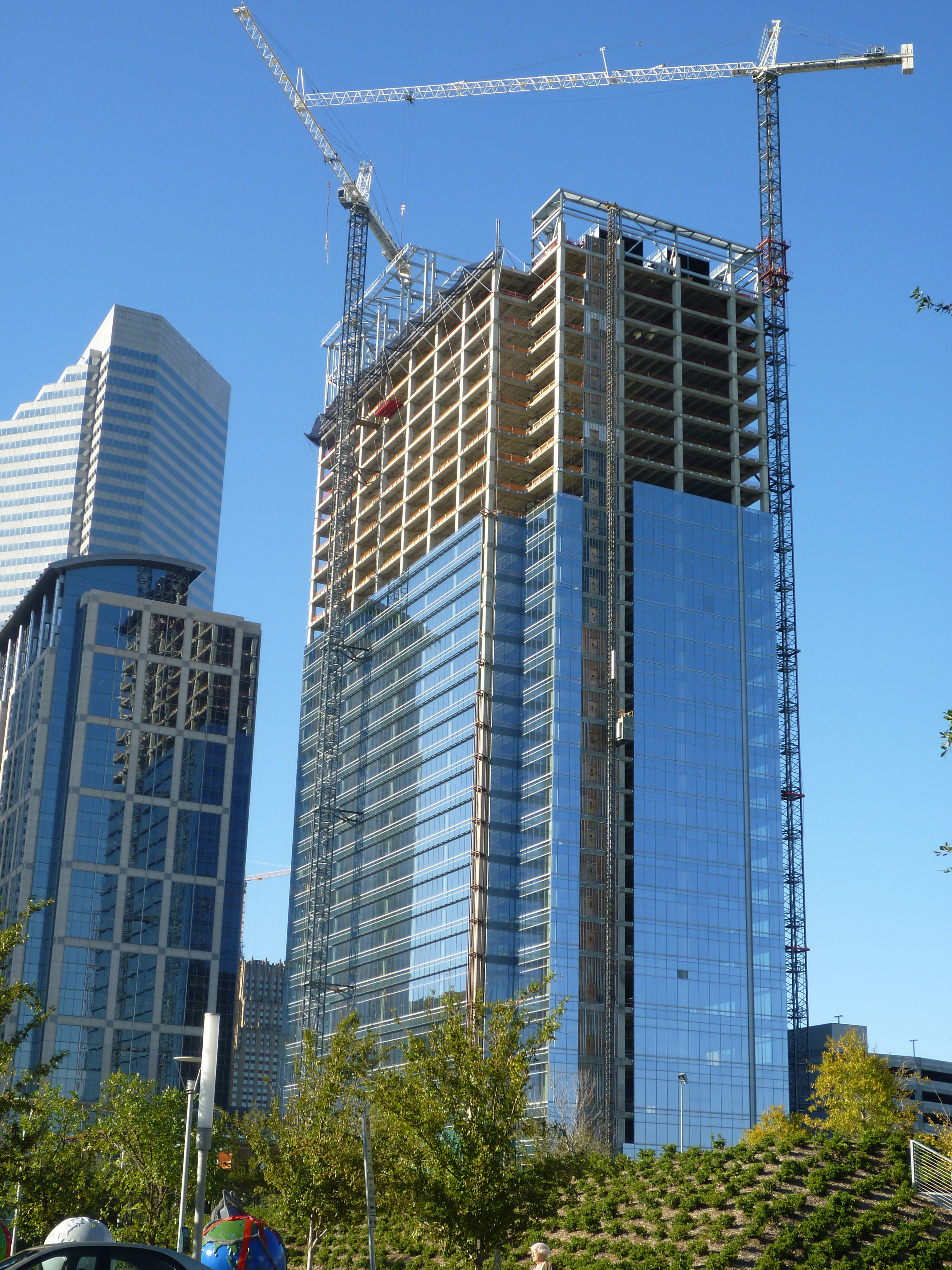
La Hess Tower (Discovery Tower) en noviembre de 2009.